# Pi i Roure de la Font de la Mansa
EL Pi i el Roure de la Font de la Mansa són dos arbres inclosos en el Catàleg d'Arbres i Arbredes Monumentals de la Roca del Vallès.

## Entorn
Tot i que en aquest indret abunden els arbres majestuosos (sobretot, els pins grans), aquests dos són fàcilment identificables: situats d'esquena a la font de la Mansa i mirant torrent avall, els veurem al vessant dret i a poca distància. La font, els arbres, l'exuberant vegetació de l'entorn i les properes Pedra de l'Escorpí i Roca Foradada de Can Planes justifiquen la visita que hi puguem fer.

## Aspecte general
El pi és un pi blanc (Pinus halepensis) amb un diàmetre de tronc de 0,74 m, molt alt, de capçada escadussera però amb un estat vital bo. El roure és un martinenc (Quercus humilis) amb un diàmetre de tronc de 0,97 metres.

## Accés
Són a la Roca del Vallès: pujant pel GR del Meridià verd des de La Roca del Vallès, a 900 m passada la Roca Foradada de Can Planes. Un pal indicador a peu de pista indica l'accés a la font, a 200 m. Coordenades del pi: x=445439 y=4603136 z=280. Coordenades del roure: x=445449 y=4603136 z=282.